# Alfonse D'Amato
Pour les articles homonymes, voir D'Amato.
Alfonse Marcello D'Amato (né le 1er août 1937) est un juriste et homme politique américain, membre du Parti républicain qui est sénateur des États-Unis pour l'État de New York de 1981 à 1999.
Il est notamment connu pour détenir le record de la seconde plus longue intervention au Sénat (plus de 23 h 30 min), dans le cadre d'une pratique parlementaire visant à faire obstruction à l'adoption d'un projet de loi ou d'un amendement. 

## Biographie

### Jeunesse et famille
Alfonse D'Amato, d'ascendance italienne, est né à Brooklyn et a grandi à Long Island, dans le petit village d'Island Park, aux États-Unis. Il est le fils d'Antoinette (Ciofarri) et d'Armand D'Amato, courtier en assurances. Il est diplômé de la Chaminade High School, de l'université de Syracuse et de la faculté de droit de l'université de Syracuse. À l'université de Syracuse, il était membre de la fraternité Alpha Chi Rho.
D'Amato et sa seconde épouse Katuria ont un fils, Alfonso Marcello D'Amato, né en 2008, et une fille, Luciana Cioffari D'Amato, née en 2009. D'Amato a quatre enfants adultes de son premier mariage Katuria D'Amato a demandé le divorce le 3 octobre 2017.

### Début de carrière politique
D'Amato a commencé sa carrière politique à Island Park. Il s'est fortement impliqué dans le Unity Party of Island Park, le parti politique local qui organisait les élections dans le petit village d'Island Park. Il a ensuite été nommé procureur du village. Après avoir assimilé les valeurs qui lui ont été enseignées à Island Park, il rejoint le parti républicain du comté de Nassau et occupe le poste désigné d'administrateur public du comté de Nassau, où il est chargé de gérer les biens des résidents du comté décédés sans testament. Il est d'abord nommé puis élu receveur des impôts de Hempstead, New York. Il a quitté cette fonction pour devenir superviseur de la ville de Hempstead et, en 1977, il a été élu superviseur en chef. Il a également été vice-président du conseil des superviseurs du comté de Nassau de 1977 à 1980.
Bien qu'étant un candidat peu connu, il bat le sénateur sortant Jacob Javits par 56 % contre 44 % lors de l'élection primaire républicaine de 1980, après que Javits s'est vu diagnostiqué en 1979 une sclérose latérale amyotrophique généralement mortelle. Javits a néanmoins brigué le siège sur la liste du Parti libéral, divisant le vote de gauche dans l'État de New York habituellement libéral avec la députée démocrate Elizabeth Holtzman, ce qui a conduit à la victoire de D'Amato par 45 % des voix. Il a été réélu en 1986 et 1992, mais a perdu en 1998 face au député démocrate Chuck Schumer, futur chef de la majorité du Sénat.

### Sénateur
D'Amato s'est vu attribuer le surnom de « Senator Pothole » (sénateur nid de poule) pour sa prestation de « services aux électeurs », c'est-à-dire pour l'aide qu'il apportait aux citoyens dans leurs affaires individuelles. Si certains New-Yorkais considéraient ce surnom comme péjoratif, beaucoup d'autres y voyaient une affirmation positive de son souci de faire avancer les choses. 
Il détient également le record des deuxième et huitième plus longues obstructions jamais enregistrées au Sénat des États-Unis. On se souvient de lui pour ses obstructions uniques et plutôt comiques. En 1986, lors d'une obstruction contre un projet de loi militaire qui a duré vingt-trois heures et demie, il a lu l'annuaire téléphonique du district de Columbia. En 1992, D'Amato a fait obstruction à un projet de loi qui aurait entraîné la perte de 750 emplois dans le nord de l'État de New York en chantant South of the Border (Down Mexico Way).
On se souvient également de lui pour avoir présenté un poster d'un « Taxasaurus Rex », qu'il a ensuite poignardé avec un crayon surdimensionné.
D'Amato a voté en faveur du projet de loi instituant le Martin Luther King Day comme jour férié fédéral et du Civil Rights Restoration Act de 1987 (ainsi que pour passer outre au veto du président Reagan),,. Il a voté en faveur des nominations de Robert Bork et Clarence Thomas à la Cour suprême des États-Unis.
Il a été membre de la Commission présidentielle sur la sûreté de l'aviation et le terrorisme (PCAST), créée en septembre 1989 pour examiner et rendre compte de la politique de sûreté de l'aviation à la lumière de l'attentat à la bombe contre le vol 103 de la Pan Am.
Pendant son mandat, il a été président de la commission sénatoriale des banques, du logement et des affaires urbaines, et membre de la commission sénatoriale des finances. En tant que membre de la première commission, il est devenu l'un des principaux critiques de l'administration Clinton concernant le scandale du Whitewater et, en 1995 et 1996, il a présidé la commission spéciale du Sénat sur Whitewater, qui a tenu de nombreuses audiences. En tant que membre de cette dernière, il a défendu la cause des survivants de l'Holocauste qui tentaient de récupérer les fonds de leurs proches sur des comptes dans des banques suisses. 
D'Amato était très influent dans la politique républicaine de New York, et il était largement considéré comme le « patron » du parti de l'État pendant ses années au Sénat. Par exemple, il a joué un rôle de premier plan dans le recrutement de George Pataki et dans l'obtention de l'investiture républicaine lors de la course au poste de gouverneur en 1994. 
D'Amato est connu pour être assez conservateur, à l'image du comté de Nassau et de Long Island, alors fortement conservateurs. Il soutenait fermement les positions conservatrices de son parti sur les questions de "loi et d'ordre" telles que la peine capitale et les peines sévères pour les délits de drogue. Sur certaines questions, il était d'accord avec l'opposition : en 1993, M. D'Amato était l'un des trois seuls républicains à voter en faveur de l'autorisation des homosexuels à servir ouvertement dans l'armée américaine. En 1996, il fait partie de la minorité des républicains à voter en faveur de la loi sur la non-discrimination en matière d'emploi. 
En 1998, le groupe de défense des LGBT Human Rights Campaign a soutenu D'Amato pour sa réélection face au député démocrate socialement libéral Chuck Schumer. D'Amato avait toutefois voté pour la loi sur la défense du mariage en 1996. Sur les questions de travail également, il s'est souvent rangé du côté des démocrates. Sa défaite par 54% contre 44 % en 1998 a été attribuée à un manque de soutien parmi les électeurs modérés de la ville de New York, où se trouve le district du Congrès américain de son adversaire Schumer. Sa défaite a également été partiellement attribuée aux rapports découlant de l'utilisation par D'Amato du terme « putzhead » (une vulgarité yiddish) pour désigner Schumer. 
Selon le New York Times, D'Amato était assez populaire parmi ses pairs au Capitole.

### Fin de carrière

#### Éditorialiste et analyste
Peu avant de quitter ses fonctions, D'Amato a publié son livre de souvenirs, Power, Pasta and Politics. Après s'être retiré de la politique en 1999, il est devenu chroniqueur régulier pour le magazine George jusqu'à ce que celui-ci cesse de paraître en 2001. Il est également apparu comme analyste pour Fox News. Un incident notable s'est produit à l'antenne lorsque D'Amato s'est offusqué des commentaires du stratège du Parti républicain, Jack Burkman. Disant qu'il était d'accord avec la suggestion de Berkman de privatiser le service postal, D'Amato l'a critiqué pour sa caractérisation des travailleurs postaux, que D'Amato a qualifiée de raciste offensant.

#### Poker Players Alliance
D'Amato est président de la Poker Players Alliance, une organisation à but non lucratif créée pour aider à protéger et à lutter pour les droits des joueurs de poker aux États-Unis. Une partie de leur mission consiste à protéger le droit des joueurs de poker à jouer en ligne.
Il est apparu dans l'émission de radio Sirius-XM de Howard Stern le 20 juillet 2009 pour promouvoir la Poker Players Alliance.